# DayZ (модифікація)
DayZ Mod - безкоштовна багатокористувацька модифікация для комп'ютерної гри ArmA 2 і доповнення до неї ArmA 2: Operation Arrowhead, розроблених компанією Bohemia Interactive. Модифікація була створена одним із співробітників "Bohemia Interactive", новозеландським геймдизайнером Діном Холом як аматорське доповнення. 8 серпня 2012 року було оголошено, що "Bohemia Interactive" займеться перетворенням модифікації в самостійну гру.

## Геймплей
DayZ являє собою survival horror у відкритому світі. Дія модифікації відбувається у вигаданому пострадянському державі Чернарусь, жителі якого в результаті якогось катаклізму перетворилися в агресивних зомбі. Керований гравцем персонаж повинен вижити у ворожому оточенні, уникаючи ворогів і здобуваючи в закинутих будівлях зброю та припаси. Персонажу загрожують не тільки керовані комп'ютером зомбі і інші гравці, але і природні фактори - голод, спрага, травми і хвороби. Смерть у грі є остаточною і безповоротною - з загибеллю персонажа гравцеві пропонується вступити в гру заново, створивши нового персонажа і почавши накопичення припасів з нуля.

## Рецензії та нагороди
Модифікація здобула значну популярність серед гравців. До серпня 2012 року, через чотири місяці після публікації в мережі перших версій модифікації, кількість гравців в DayZ перевищила мільйон. Популярність модифікації підстьобнула продажу оригінальної гри ArmA 2 - відразу після виходу першої публічної альфа-версії DayZ в травні 2012 року гра ArmA 2, до цього моменту вже щодо застаріла, очолила рейтинг найбільш продаваних ігор Steam.
Ігрові сайти Kotaku і Eurogamer описували модифікацію як «найкращу гру про зомбі, зроблену досі». Портал IGN зазначив, що модифікація стала однією з найпопулярніших у світі ігор для персонального комп'ютера, а журнал "PC Gamer" назвав її однією з найбільш важливих речей, що сталися з комп'ютерними іграми в 2012 році, а також включив в свій список п'яти найбільш страшних комп'ютерних ігор всіх часів.

### Нагороди
- Номінація в категорії "Інтернет Інновація»" Game Developers Conference Online Awards 2012.[11]
- "PC Gamer" назвав гру "DayZ" найкращою в номінації "«Модифікація 2012 року»".[12]
- "Добра гра" назвав гру "DayZ" найкращою в номінації "«Quiet Achiever 2012»".[13]
- "PC PowerPlay" назвав гру "DayZ" найкращою в номінації "«Гра року 2012» поставив гру на п'яте місце в списку ста найкращих ігор.[14]